# 이원식 (영화인)
한국영화아카데미를 졸업했다.
단편영화 <타임머신>이 미쟝센 단편영화제, 이탈리아 토리노 국제영회제 detour, 싱가폴 국제영화제, 일본 이미지 포럼 등에서 상영되었다. 장편영화 <외출> <무방비도시><행복><누나><북쪽에서 온 여행자> <뽀로로 극장판 보물섬 대모험> 등의 시나리오를 썼다. 첫 연출작인 장편 <누나>는 몬트리올 국제영화제, sciff 등에 초청되었다. 장편 다큐멘터리 연출작 <베데스다 인 제팬>은 서울국제사랑영화제와 일본에서 상영되었다. 장편 다큐멘터리 연출작 <조선인 여공의 노래>는 전주 국제영화제 디아스포라 영화제 등에 초청되었고 2024년 8월 7일 한국의 극장에서 개봉했다.  